# قفل‌ساز (فیلم ۲۰۲۳)
قفل ساز (انگلیسی: The Locksmith) یک فیلم دلهره‌آور، جنایی و معمایی آمریکایی محصول سال ۲۰۲۳ به کارگردانی نیکلاس هاروارد در اولین کارگردانی بلند خود با بازی رایان فیلیپ، کیت باسورث و وینگ ریمز است. جان گلاسر، جو روسو، کریس لامونت و بن کابیالیس فیلمنامه را بر اساس داستانی اصلی از بلر کروبر نوشته‌اند.
این فیلم به صورت نمایشی در ۳ فوریه ۲۰۲۳ و به صورت ویدیویی منتشر شد.

## خلاصه داستان
دزدی که تازه از زندان بیرون آمده است، سعی می‌کند به زندگی دختر و نامزد سابقش بازگردد. او که مصمم است مجبور می‌شود از مهارت‌هایی که دارد به عنوان یک قفل ساز با استعداد استفاده کند. بعد از یک ناپدید شدن غیرمنتظره همه چیز تغییر می‌کند.

## تولید
فیلمبرداری در ۱۵ نوامبر ۲۰۲۱ در لاس کروسس، نیومکزیکو آغاز شد. در طول تولید، چارلی وبر، جفری نوردلینگ، کیلی برایانت اضافه شدند. فیلمبرداری در فوریه ۲۰۲۲ به پایان رسید.

## بازخوردها
در وب‌سایت جمع‌آوری نقد راتن تومیتوز از ۱۹ نقد منتقد، با میانگین امتیاز ۵ از ۱۰ مثبت هستند. در متاکریتیک، که از میانگین وزنی استفاده می‌کند، بر اساس پنج منتقد، امتیاز ۴۲ از ۱۰۰ را به فیلم اختصاص داده‌است که نشان دهنده «بررسی‌های مختلط یا متوسط» است.